# محمد بن عبد الله الإمام
محمد بن عبد الله الإمام أحد مشايخ السلفية في اليمن و يدير مركز دار الحديث في مدينة معبر بمحافظة ذمار.

## اسمه، ونشأته
هو أبو نصر محمد بن عبد الله بن حسين بن طاهر بن علي بن غازي الريمي الملقب بالإمام.
ولد عام 1380 هـ الموافق 1960 م تقريباً في قريته المعروفة بقرية (السهل) عزلة الضبارة ناحية كسمة - ريمة.

## طلبه للعلم
- بدأ بتعلم قراءة القرآن في قريته، ثم توجه إلى مدينة تعز وبدأ بطلب العلم في أحد المعاهد في مدينة تعز لمدة يسيرة في بداية شبابه.[2]
- ثم توجه إلى دماج فبقي يطلب العلم على يد الشيخ / مقبل بن هادي الوادعي فأتم حفظ القرآن في مدة شهرين تقريباً واستمر في تلقي الدروس والعلم وخرج بحصيلة علمية رغم ما كان متحمل على عاتقه من مسئولية الإمامة وخدمة إخوانه في المركز.[2]
- توجه وانتقل إلى مدينة معبر التي يقيم فيها حالياً للتعليم والدعوة إلى الله في مسجد النور، لايزال يدرس فيه إلى الآن.[2]

## شيوخه
لقد تتلمذ على يد الشيخ مقبل بن هادي الوادعي.

## تلاميذه
طلاب شيخنا يعدون بالآلاف فهذا يجلس سنة ثم يذهب وهذا أكثر وهذا أقل كل بقدر تفرغه ونشاطه، ولما كان حصر هؤلاء صعباً لأنهم كما ذكرنا يعدون بدون مبالغة بالآلاف.

## مؤلفاته
تنبيه: نسبة هذه المؤلفات له فيها نظر؛ بل كثير مما يكتبه إنما هو جهد لبعض طلابه.
هنا ذكر بعض مؤلفات الشيخ:
1. الإبانة عن كيفية التعامل في الخلاف بين أهل السنة والجماعة (مجلد)
2. أحكام التعامل مع الجن والشياطين (مجلد)
3. إخبار الوفود بحكم زيارة قبر النبي هود (نسخة)
4. الاختلاط أصل الشر في دمار الأمم والشعوب (غلاف)
5. الأخطاء المتعددة في حج المرأة المتبرجة (نسخة)
6. إرشاد الأخيار إلى حكم نكاح الشغار (نسخة)
7. إرشاد الناظر إلى معرفة علامات الساحر (غلاف)
8. إعانة الأماجد ببيان حال عمرو خالد (نسخة)
9. أعداءك يا مسلم أربعة (نسخة)
10. إعلام الحائر في حكم حل السحر على يد الساحر (غلاف)
11. إعلام النبلاء بأحكام ميراث النساء (غلاف)
12. إنقاذ المسلمين من وسوسة الجن والشياطين (غلاف)
13. الإيضاح والتبيين لما صح وما لم يصح من أحاديث الجن والشياطين (مجلد)
14. الإيضاحات الموثقة في بيان بوائق دعوة المساواة المطلقة (غلاف)
15. بداية الانحراف ونهايته (مجلد)
16. البرهان في حكم التناكح بين الإنس والجان (مجلد)
17. بوائق رافضة اليمن (نسخة)
18. البيان لإيضاح ما عليه جامعة الإيمان (غلاف)
19. تأثير الأموال في نفوذ التنصير بين المسلمين (قريبا في الأسواق)
20. تبصير الحيارى بموقف القرضاوي من اليهود والنصارى (غلاف)
21. تحذير أهل الإيمان من تعاطي القات والشمة والدخان (نسخة)
22. تحذير البشر من أصول الشر (مجلد)
23. تحذير المسلمين من الغلو في قبور الصالحين (غلاف)
24. تمام المنة في فقه قتال الفتنة (مجلد)
25. التنبيه الحسن في موقف المسلم من الفتن (نسخة)
26. تنوير الأبصار بما في الرماية من منافع وأضرار (غلاف)
27. تنوير الظلمات في كشف مفاسد الانتخابات (غلاف)
28. تنوير العقول في الفرق بين النبي والرسول (غلاف)
29. التوضيح والتحقيق لمسائل قطاع الطريق (غلاف)
30. الحزب الاشتراكي في ربع قرن (نسخة)
31. الحقائق الكبرى عن منظمتي اليونسكون وأدرى (نسخة)
32. حكم الهجر في الإسلام (نسخة)
33. خطب الشيخ محمد بن عبد الله الإمام (المجموعة الأولى). (مجلد)
34. الدفاع عن أم المؤمنين عائشة  (نسخة) وأصها خطبة جمعة.
35. تنبيه العقلاء إلى حرمة دماء المسلمين ولحوم العلماء. (نسخة)
36. الذل والصغار على من قبل من المسلمين مساعدة الكفار (غلاف)
37. رافضة اليمن على مر الزمن (مجلد)
38. رفع العلم (غلاف)
39. الرياضة النسوية مجمع المنكرات الظاهرة والخفية (غلاف)
40. السم الزعاف في عقيدة السقاف (نسخة)
41. السيف اليماني على من أباح الأغاني (غلاف)
42. طعون رافضة اليمن في صحابة النبي المؤتمن (غلاف)
43. العدل في الأموال قوام العالمين (مجلد)
44. عمل الأبطال كسب الحلال (غلاف)
45. غوائل مؤتمر وحدة الأديان (غلاف)
46. كسب الحلال عمل الأبطال (غلاف)
47. الكشف المبين عن أصناف المبدلين (غلاف)
48. مسائل الإحصار في الحج والاعتمار (غلاف)
49. معركة الحجاب (نسخة)
50. المؤامرة الغربية على اللغة العربية (مجلد صغير)
51. المؤامرة الكبرى على المرأة المسلمة (مجلد)
52. المؤمن الضعيف (غلاف)
53. النصرة اليمانية في بيان ما احتوته ملازم زعيم الطائفة الحوثية من ضلالات إيرانية (غلاف)
54. نقض النظريات الكونية (مجلد)
55. الوثائق التآمرية على الأمة العربية والإسلامية (غلاف)
56. الوحدة اليمنية وضرورة الحفاظ عليها (غلاف)
57. وظيفة الأبطال المسابقة إلى فضائل الأعمال (نسخة)

## دار الحديث بمعبر
- تاسست عام 1406هـ في مدينة معبر التي تقع على بعد 70 كم جنوب العاصمة صنعاء وكانت مساحة المسجد آنذاك 500 متر مسطّح، ثم بدأ الخير يزداد فاضطر القائمون على الدار إلى توسعة المسجد ففي عام 1415 هـ توسع المسجد ضعف ما كان عليه، ثم ازداد الخير أكثر وازداد الطلاب، فاضطر القائمون على الدار إلى توسعة المسجد في عام 1420هـ وكانت التوسعة ضعفي المساحة الأولى للمسجد فصار إجمالي مساحة المسجد الحالية 100متر طولاً، 40متراً عرضاً، خلاف المرافق التابعة له من صروح ونحو ذلك ويتسع المسجد لأكثر من عشرة آلاف مصلٍِ مع صروحه.[4]

### نبذة عن الطلاب المتواجدين حالياً في الدار والدروس التي يأخذونها
يصل عددهم إلى (5000) طالب، منهم ألفين أصحاب عوائل، وقد يصل العدد إلى 6000 طالب في أيام الإجازات الدراسية.

### نبذة عن الدروس التي تقام في الدار
- حفظ القرآن الكريم، مع أحكام التجويد والتطبيق.
- كتب الحديث وبخاصة صحيح البخاري ومسلم.
- كتاب الداء والدواء لابن القيم.
- كتاب الفصول في سيرة الرسول.
- كتاب حسن الأدب يطفئ غضب الرب.
- كتب التوحيد ومنها: كتب الشيخ محمد بن عبد الوهّاب وابن تيمية.
- كتب اللغة العربية.
- كتب الفقه وبخاصة كتب الإمامين الشوكاني والصنعاني.
- كتب أصول الفقه ومصطلح الحديث.[4]

## قالوا عنه
- أوصى الشيخ مقبل بن هادي الوادعي بالرجوع إليه في النوازل كما في وصيته ضمن عدد من علماء اليمن وذلك بعد وفاته.
- أوصى الشيخ محمد بن عبد الوهاب الوصابي بالرجوع إليه في النوازل كما في وصيته وذكره في أول من يرجع إليه وذلك بعد وفاته.

## وصلات خارجية
الموقع الرسمي